# Conseil international de la langue française
Pour les articles homonymes, voir CILF.
Le Conseil international de la langue française (CILF) est une association créée en 1968 à Paris, reconnue d'utilité publique par décret du 20 décembre 1972, qui s'est donné pour mission « d'enrichir la langue française et de favoriser son rayonnement ». Partant de la constatation que la langue française est une langue universelle « qui n'appartient pas seulement à la France » et qu'elle évolue de manière différente selon les pays où elle est parlée, le CILF s'est donné pour objectif de « maintenir son unité et sa cohésion interne en tant qu'instrument de travail, de culture et de communication ».
Son activité consiste à produire différentes ressources linguistiques à destination des pays francophones et à entretenir des relations avec les autres langues. Il publie des dictionnaires spécialisés multilingues, gère une base de terminologie et une banque de données orthographiques et grammaticales interactive, accessible par le service en ligne Orthonet.
Le Conseil publie aussi des ouvrages de formation pour les francophones et participe à des travaux sur les traditions orales et le dialogue des langues et des cultures. Il publie également les revues La Banque des mots et Le Français moderne.
Joseph Hanse et André Goosse en sont les présidents d'honneur et Hubert Joly le président. Parmi les conseillers, on compte Henriette Walter, Jacqueline Picoche, André Jaumotte, Charles Muller, Bernard Pottier, Willy Bal, Marc Wilmet, Jean-Marie Klinkenberg, etc.
En 1995, en application de la loi Toubon, elle a été agréée pour trois ans par le ministre de la Justice et le ministre de la Culture comme association de défense de la langue française ; cet agrément n'a pas été renouvelé en 1998.